# Anduze
Anduze es una comuna francesa situada en el departamento de Gard, en la región de Occitania. 

## Demografía
| 3066 | 3027 | 2723 | 2787 | 2913 | 3004 | 3335 |
| Para los censos de 1962 a 1999 la población legal corresponde a la población sin duplicidades (Fuente: INSEE [Consultar]) |      |      |      |      |      |      |

## Lugares y monumentos

### Patrimonio

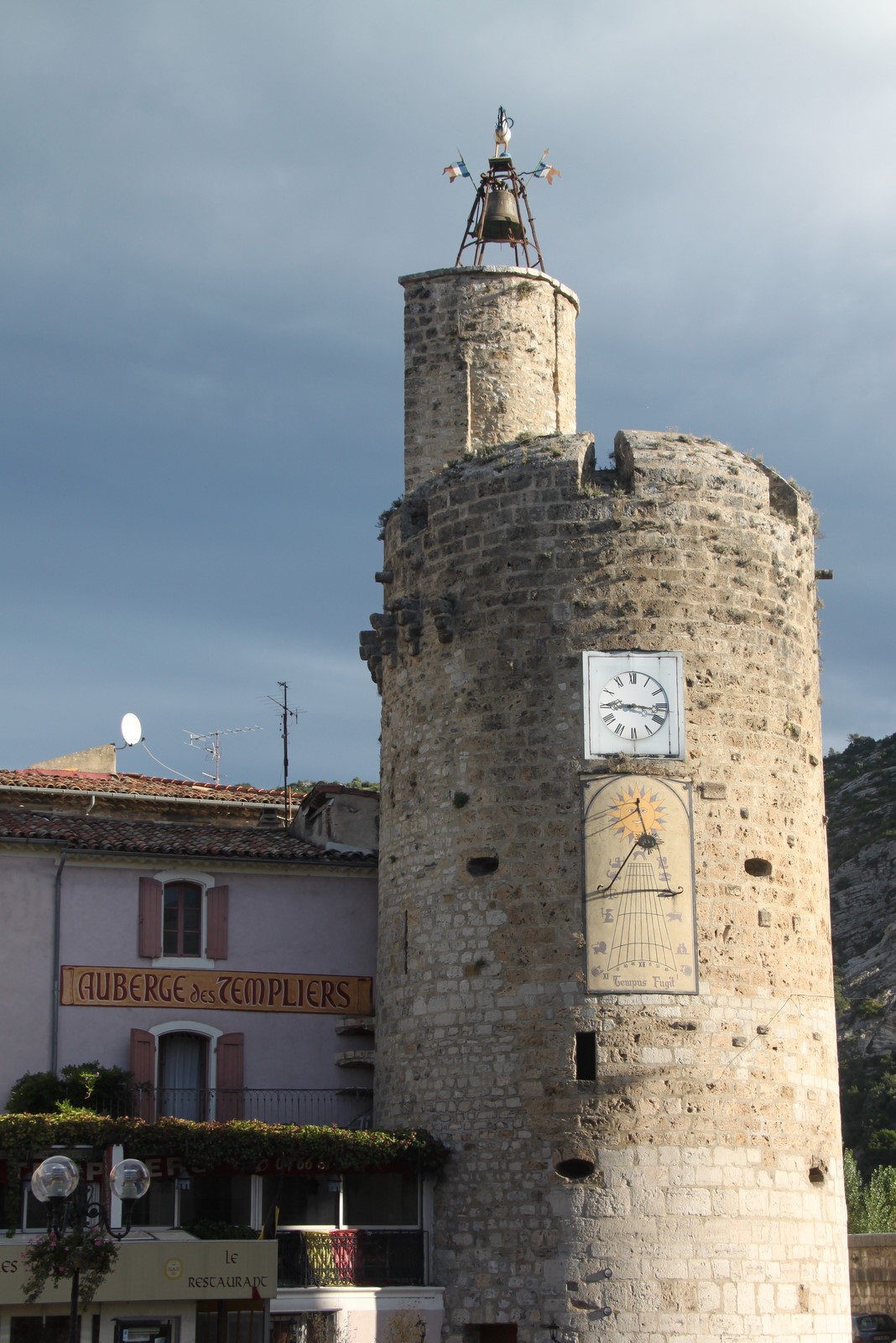
Tour de l'Horloge

- La Tour de Pezene : forma parte del "château de Pézène" (Castillo de Pézène), vieja casa señorial y residencia de los condes de Beaufort del siglo XV al siglo XVI. La torre data del siglo XIII al siglo XIV.
- Église Saint Étienne : se construyó entre 1686 y 1688 sobre el sitio del antiguo templo demolido tras la revocación del Edicto de Nantes en 1685. El campanario data de 1588.
- El château Neuf : es una residencia señorial del siglo XVII. Durante su construcción se integró en las murallas. Incluye dos torres en su fachada.
- El Templo protestante de la Iglesia Evangélica Reformada : su construcción se inició en 1811 y se inauguró en 1823. Fue edificado en el solar del antiguo patio del cuartel de los dragones del rey. Se conservan las dos alas que salen a cada lado del templo y hoy albergan la oficina de turismo y la otra el ayuntamiento.[3]
- Los Cuarteles: se construyeron en 1740 según planos de Brie, para albergar las tropas reales. La parte que permanece a la izquierda del templo alberga actualmente la Oficina de Turismo, la parte de derecha se convirtió en el Ayuntamiento.
- Tour de l'Horloge (Torre del Reloj) : originalmente llamada “Tour Ronde” (Torre Redonda), el monumento imprescindible de Anduze cambió de nombre en el siglo XVI cuando los cónsules de la época decidieron adornarlo con un reloj. Esta función de reloj lo salvó de la destrucción cuando Richelieu, en el momento de la firma de la Paz de Alais, en 1629, ordenó la destrucción de todas las fortificaciones de Anduze.[4]
- El Meridiano:  reloj de la ciudad desde 1569, destrozado en 1629 en la destrucción de las defensas. Se restauró en 1989.
- Plaza Cubierta (Place Couverte): construida en 1457, llamada "l'Orgerie" o mercado de cereales. Fue el lugar del mercado de la castaña y hoy es un mercado de productos locales (los jueves).

### Fuentes

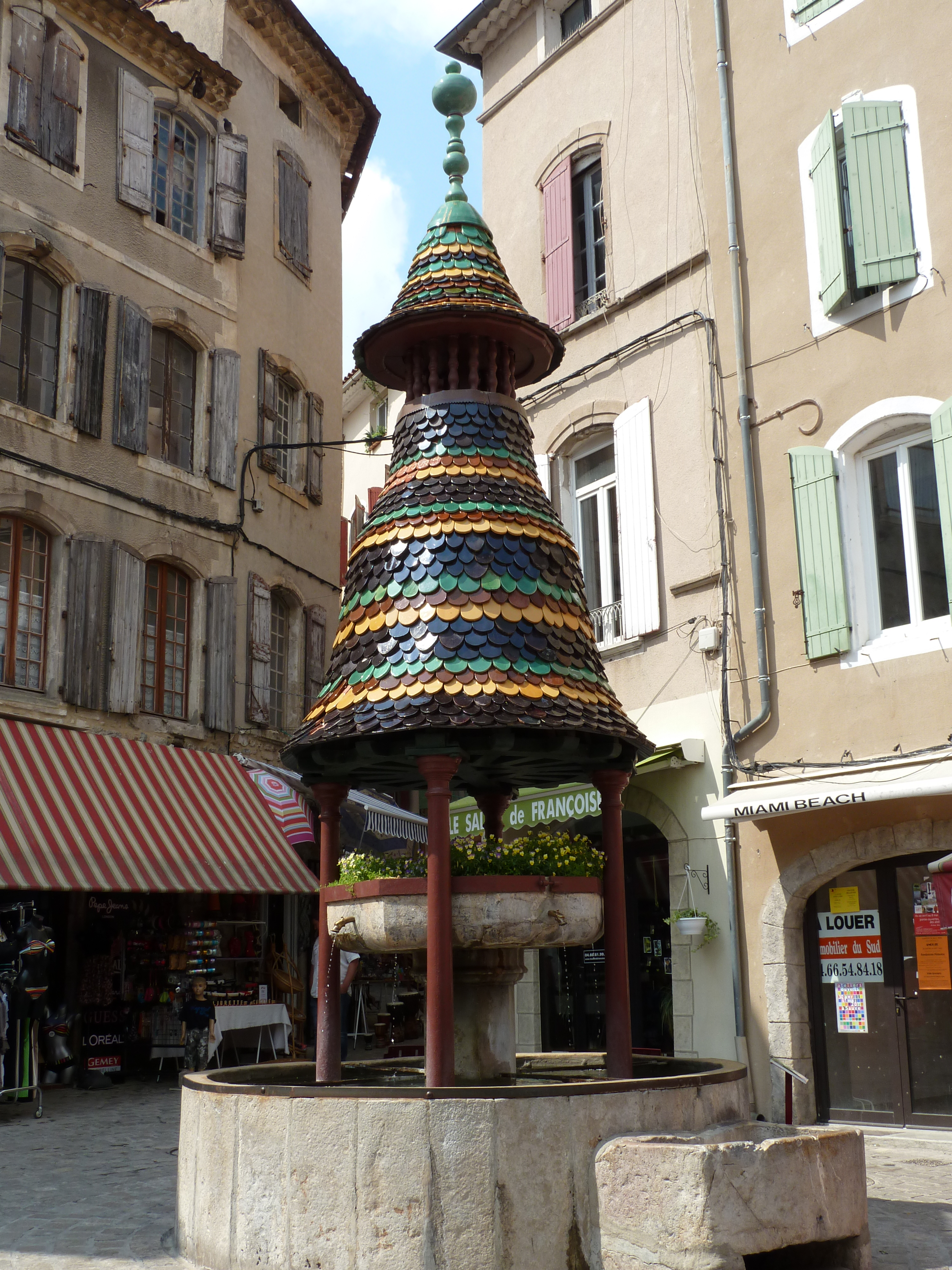
La Fontaine Pagode